# 꽃보다 남자 (대한민국의 드라마)
《꽃보다 男子》(꽃보다 남자)는 대한민국의 제작사인 그룹에이트가 제작하여 2009년 1월 5일부터 2009년 3월 31일까지 방영된 한국방송공사 월화 미니시리즈이다.
본 드라마는 카미오 요코의 만화 《꽃보다 남자》(일본어: 花より男子)를 원작으로 극화한 국내 제작 드라마로, 지난 2004년 하반기에 방영한 월화미니시리즈 '미안하다, 사랑한다'에 이어 30% 내외의 역대 최대 기록의 압도적인 시청률을 기록했다.
본 드라마의 기획 단계에서, 관심을 끌었던 주요 등장인물인 극중 F4(Flower 4)로 칭해지는 남자 출연진은 이민호(구준표), 김현중(윤지후), 김범(소이정), 김준(송우빈)이며, 여자 출연진은 구혜선(금잔디)이다.

## 개요

### 기획 단계
KBS 드라마본부의 고영탁 기획 팀장의 인터뷰에서, "일본의 만화가 가미오 요코의 동명 원작을 그대로 극화한 국내 제작 드라마인 '꽃보다 남자'의 드라마 제작권을 놓고, KBS 드라마본부를 비롯한 그동안 여러 외주 제작사들이 경합을 벌였으나 원작자인 가미오 요코와 일본의 출판사인 슈에이샤가 '궁S'의 제작 노하우를 가진 그룹에이트에 가장 높은 점수를 주었다"고 설명하였다.
방송된 1화와 2화는 시작 배경을 제외하곤 원작대로 이야기가 진행되었지만, 제작자 일각에선, 원작자의 의견과 일본의 드라마와 중화민국의 드라마에서 방송되지 못한 에피소드를 중심으로 스토리를 짤 것이라고 밝힌 바 있다. 한편, 25부작으로 제작 예정인 《꽃보다 남자》는 1화부터 12화까지 주인공들이 고등학생 때의 이야기(일본판《꽃보다 남자 -1》)를, 13화부터 24화까지 대학생 후의 이야기(일본판《꽃보다 남자 리턴즈》)을 다룰 것이라고 밝혔다.
당초 KBS 내부 PD가 연출 물망에 올랐으나 조건이 안 맞아 불발되자 전기상 프리랜서 PD가 연출자로 낙점됐으며 캐스팅 문제 때문에 어려움을 겪어왔는데 전인화가 강희수 역(이혜영 분) 물망에 올랐지만 같은 채널 수목 미니시리즈 《미워도 다시 한 번 2009》 캐스팅으로 불발됐고 한고은이 구준희 역(김현주 분) 물망에 거론됐으나 SBS 《사랑은 아무나 하나》 캐스팅으로 무산됐다.

### 방송
본 드라마는, KBS 드라마본부 측에서 방영권만 가지고 있는 국내 제작 드라마로 분류된다.
- 본 : KBS 2TV 매주 월/화요일 오후 10시 재 : 매주 일요일 낮 12시 40분 ~ 3시 10분(2편 연속방송)
- tvN : 매주 일요일 오후 3시 30분 (2편 연속방송)
- KBS drama : 매주 화요일 오후 1시 20분, 수요일 오전 9시

## 등장인물
주요 등장인물
- 구혜선 : 금잔디(金絲草) 역 - 마키노 츠쿠시 (이노우에 마오)

서울 근교의 작은 세탁소집 장녀. 어느날 신화고 옥상에서 자살을 시도하는 소년을 구한 계기로 유명인사가 됐고 신화고 특별장학생으로 입학제의를 받는다. 이후 거짓말처럼 신화고에 입학했지만 서민이라는 이유로 전교생들에게 따돌림을 당하기 시작했고 구준표와도 얽히기 시작하면서 학교생활은 꼬이게 된다. F4 멤버들에게 '선배' 호칭을 쓰며 윗사람으로 대하지만 준표에게는 무조건 반말이다.
- 이민호 : 구준표(具俊表) 역 (아역 강한별, 정찬우) - 도묘지 츠카사 (마츠모토 준)

F4의 리더, 신화그룹의 후계자로 귀족같은 존재. 자신만 보면 사족을 못쓰는 다른 여자애들과는 달리 자신에게 한마디도 안지고 당당하게 맞서는 잔디를 매우 싫어했고 온갖 방법을 동원해 그녀를 못살게 굴기 시작하지만 어느순간부터 귀찮기만 하던 그녀가 달라져보이기 시작했다.
- 김현중 : 윤지후(尹志厚) 역 (아역 남다름,강산) - 하나자와 루이 (오구리 슌)

전직 대통령 윤석영 박사의 손자. 다른 여학생들에게 괴롭힘 당하는 잔디를 구해주는 등 처음부터 그녀를 자상하게 대해주었고 잔디 역시 지후에게 첫눈에 반하기 시작한다. 하지만 곧 준표와는 보이지 않는 사랑싸움을 시작한다.
- 김범 : 소이정(蘇易正) 역 (아역정태호, 문빈 ) - 니시카도 소지로 (마츠다 쇼타)

4대 째 국보급 도예가로, 명성을 이어가고 있는 한국 대표 예술명문가의 차남.
- 김준 : 송우빈(宋宇彬) 역 - 미마사카 아키라 (아베 츠요시) (아역이은수,강유석)

부동산 업계의 신흥주인 일심건설의 후계자.

### 신화고 사람들
- 국지연 : 최진희 역 - 자칭 진저 릴리즈(Lilies) - 아사이 유리코 (세토 사키), 아유하라 에리카 (후카다 아키 ), 야마노 미나코 (마츠오카 에미코)

신화고등학교의 자칭 진선미. 신화고 내 소문의 근거지로, F4를 우상으로 떠받들고 있다.
- 장자연 : 박선자 역 - 자칭 써니
- 민영원 : 이미숙 역 - 자칭 미란다
- 이시영 : 오민지 역 (아역 이준희) - 산죠 사쿠라코 (사토 메구미)(1~4회)

금잔디와 첫 단짝으로 독일에서 전학. 유치원 시절 구준표에게 외모로 모욕을 당함.
- 정의철 : 이제하 / 이민하 역 - 오리베 준페이 (이쿠타 토마) (1회) (11~12회)

구준표 때문에 요양 중인 형의 복수를 위해 잔디에게 의도적으로 접근하는 인물.

### 구준표 주변
- 무정, 구준표의 아버지역 : (20~25회)
- 이혜영 : 강희수 역 - 도묘지 카에데 (카가 마리코)

구준표의 모친. 신화그룹의 경영자로 엄격하고 냉철한 인물.
- 김현주 : 구준희 역 - 도묘지 츠바키 (마츠시마 나나코) (15,17,20,21,23회,특별출연)

구준표의 누나. 망나니인 동생과는 달리 매우 개념찬 인물. 거기에 걸맞게 엄청난 카리스마를 지니고 있어서 동생이 망나니짓을 하고 다닐 때마다 한손가락으로 제압해버린다. 모친의 반대때문에 첫사랑과 헤어진 아픈 기억이 있는지라 준표와 잔디의 사랑을 적극적으로 지지해준다. 추후 모친의 뒤를 이어 신화그룹 경영자로 승진힌다.
- 김영옥 : 메이드 관리하는 집사 구준표의 할머니 역 - 타마 (사사키 스미에) (20,21,23,24회)
- 이민정 : 하재경 역 - 오카와하라 시게루 (카토 나츠키) (13~21회)

세계적인 그룹 JK의 외딸. 이쪽도 구준희처럼 매우 개념 찬 데다 털털한 성격을 지니고 있다. 백화점에서 사려는 구두를 계기로 처음 얽히게 된 구준표에게 첫눈에 반했다. 잔디하고도 지갑을 훔쳐간 소매치기범을 잡아준 좋은 인연으로 만났고 이후에도 잔디를 친동생처럼 아껴준다. 나중에 잔디와 준표의 관계를 알고는 준표와의 결혼을 파혼한 뒤 두 사람을 이어주고 떠났다.
- 정호빈 : 정상록 역 - 니시다 (데이빗 이토)

신화그룹 실장
하재경의 아버지
- 무정

하재경의 어머니
- 무정

### 금잔디 주변
- 안석환 : 금일봉 역 - 마키노 하루오 (고바야시 스스무) (1~17회, 휴대폰통화 23회)

금잔디와 금강산 남매의 아버지. 잔디 세탁의 주인.
- 임예진 : 나공주 역 - 마키노 치에코 (이시노 마코) (1~17,21회,휴대폰통화 23회)

금잔디와 금강산 남매의 어머니. 구준표와 금잔디의 사랑의 협력자
- 박지빈 : 금강산 역 - 마키노 스스무 (토미우라 사토시) (1~19,23회)

금잔디의 남동생. 밝고 유쾌한 성격의 소유자.
- 김기방 : 봄춘식 역 - 센고쿠 사치요 (1~20회)

금잔디와 추가을이 알바하는 죽집 사장

### 윤지후 주변
- 이정길 : 윤석영 역 지후의 할아버지, 전직 대통령. 잔디가 일하는 죽집의 단골. 현재는 소외계층을 위한 의료봉사로 소일을 삼고 있다. 전직 대통령이자 수암문화 재단의 총책임자로서 존경받는 저명인사지만 수수한 차림으로 변장하고 낚시를 다니는 것이 취미이다. 자신을 겨냥한 정적들의 테러로 의심되는 사고로 아들 부부를 잃은 뒤 손자에 대한 미안함으로 멀리서 지켜보며 살고 있다.(10회,13회,19~21회)
- 한채영 : 민서현 역 (아역 임시은) - 토도 시즈카 (사다 마유미) 1~5회 (특별출연)

국제 변호사 시험을 통과한 모델로 자수성가를 위해 독립을 선택. 윤지후의 첫사랑.

### 소이정 주변
- 김소은 : 추가을 역 - 마츠오카 유키 (니시하라 아키)

금잔디의 절친으로, 유치원 시절부터 소꿉친구이자 이정의 연인.
- 김종진 : 소현섭 역 (특별출연 17,19회)

소이정의 아버지.
- 임주환 : 소일현 역 - 니시카도 소이치로 (특별출연 17,21회)

소이정의 친형. 집안을 나와 바리스타가 된다.
- 박수진 : 차은재 역 (17,18,19,20,21회) - 히나타 사라 (칸지야 시호리) (아역 무정 17회)

소이정의 첫사랑. 후일 소일현의 연인.

### 그 외 인물
- 송석호 : 이 집사 역 - 구준표네 집사 (1~12회)
- 무정 : 회장 비서 김집사(1,21 23,24,25회)
- 조수빈 : 뉴스 앵커 역
- 서강 : 수영장에서 잔디를 납치하려는 신화고 학생 역
- 송경화 : 구준표네 집에서 잔디에게 옷을 코디해주는 여자 역
- 이정훈 : 나미비아 난민돕기 자선경매의 사회자 역
- 이해우 : 호스트 Q 역 - 규지 (한다 겐토)
- 한영광 : 호스트바 사장 역
- 무정 : 신화고의 교장선생님 역
- 주동희 : 횟집에서 금잔디와 부딪힌 남자 역
- 이정준 : 공수표 역 - 니카츠카 (오시나리 슈고) 추가을의 전 남자친구
- 정다솔 : 공수표의 여자친구 역
- 무정 : 소현섭의 내연녀 1 역
- 허경환 : 발렌타인 이벤트 행사의 진행자 역
- 전일범 : 인조희 역 - 금잔디에게 모델 권유를 하는 남자
- 무정 : 금잔디의 사진을 찍는 남자 역
- 서지연 : 금잔디에게 옷정리를 해달라고 말하는 여자 역
- 구본석 : 금잔디에게 제하와 함께 패션지 컨셉 화보를 찍어보라고 권유하는 남자 역
- 정병철 : 강 회장에게 샴페인을 따라주는 남자 역
- 이정성 : 금잔디가 진료 받은 의사 역
- 김주아 : 윤지후의 어머니 역 (사진출연)
- 손희순 : 윤지후의 할머니 역 (사진출연)
- 왕원 : 첸 역 - 하재경의 여자경호원
- 박상규 : 하정운 역 - 하재경의 아버지
- 원종례 : 이민숙 역 - 하재경의 어머니
- 하이밍 : 윤지후의 친구 역
- 무정 : 하재경을 괴롭히는 남자 1 역
- 지승현 : 하재경을 괴롭히는 남자 2 역
- 무정 : 윤석영의 보좌관 역
- 강민정 : 소현섭의 내연녀 2 역
- 김종호 : 스님 역
- 손영순 : 윤석영 병원의 환자 역
- 무정 : 구준표와 하재경 결혼식의 주례사 역
- 전성애 : 어촌 마을 주민 1 역
- 현숙희 : 어촌 마을 주민 2 역
- 김영선 : 어촌 마을 주민 3 역
- 김용호 : 벤처기업의 대표 역 - 구준표를 차에 치이게 한 남자
- 손선근 : 구준표의 담당 의사 역
- 김민지 : 장유미 역 - 나카지마 우미 (토다 에리카)
- 이재우
- 가득희

### 특별출연
- SS501 : 클럽에서 노래하는 가수 역 (4화)
- 김정하 : 잔디의 어머니 역 (14화)
- 송민형 : 잔디의 어버지 역 (14화)
- 이금희 : 방송 진행자 역 (25화)

## 수상 경력
- 2009년 KBS 연기대상 중편드라마 부문 여자 우수연기상 / 베스트 커플상 / 네티즌상 구혜선
- 2009년 KBS 연기대상 남자 신인상 / 베스트 커플상 이민호
- 2009년 KBS 연기대상 여자 신인상 김소은
- 2009년 백상예술대상 TV부문 남자 신인 연기상 이민호
- 2009년 제4회 서울 드라마 어워즈 인기상(작품)
- 2009년 제4회 서울 드라마 어워즈 네티즌이 뽑은 인기 남자배우 김현중
- 2009년 MTN 방송광고 페스티벌 시상식 CF모델남자상 이민호

## 시청률
최저 시청률과 최고 시청률은 시청률 조사회사와 지역별로 시청률에 차이가 있을 수 있습니다.
| 2009년      | 2009년      | 2009년       | 2009년         | 2009년       | 2009년         |
| 회차        | 방송일      | TNS시청률    | TNS시청률      | AGB시청률    | AGB시청률      |
| 회차        | 방송일      | 서울(수도권) | 대한민국(전국) | 서울(수도권) | 대한민국(전국) |
| ----------- | ----------- | ------------ | -------------- | ------------ | -------------- |
| 제1회       | 1월 5일     | 14.4%        | 14.3%          | 13.8%        | 13.7%          |
| 제2회       | 1월 6일     | 17.4%        | 17.6%          | 16.1%        | 15.9%          |
| 제3회       | 1월 12일    | 21.1%        | 20.8%          | 17.2%        | 18.2%          |
| 제4회       | 1월 13일    | 21.6%        | 21.4%          | 17.8%        | 17.7%          |
| 제5회       | 1월 19일    | 24.3%        | 24.8%          | 21.4%        | 22.2%          |
| 제6회       | 1월 20일    | 24.6%        | 24.8%          | 23.4%        | 23.2%          |
| 제7회       | 1월 26일    | 19.1%        | 19.5%          | 17.4%        | 18.1%          |
| 제8회       | 1월 27일    | 25.3%        | 25.9%          | 22.1%        | 22.6%          |
| 제9회       | 2월 2일     | 29.4%        | 29.7%          | 24.9%        | 25.8%          |
| 제10회      | 2월 3일     | 30.2%        | 30.5%          | 25.6%        | 26.7%          |
| 제11회      | 2월 9일     | 31.8%        | 31.5%          | 25.6%        | 26.2%          |
| 제12회      | 2월 10일    | 31.2%        | 31.4%          | 27.0%        | 27.6%          |
| 제13회      | 2월 16일    | 31.5%        | 31.5%          | 27.7%        | 27.6%          |
| 제14회      | 2월 17일    | 32.0%        | 31.9%          | 26.8%        | 27.7%          |
| 제15회      | 2월 23일    | 32.3%        | 32.4%          | 28.5%        | 29.2%          |
| 제16회      | 2월 24일    | 32.9%        | 33.2%          | 30.0%        | 30.1%          |
| 스페셜1     | 3월 2일     | 22.4%        | 21.8%          | 18.0%        | 18.1%          |
| 제17회      | 3월 3일     | 30.6%        | 29.9%          | 26.6%        | 27.3%          |
| 제18회      | 3월 9일     | 35.7%        | 35.5%          | 32.9%        | 33.3%          |
| 제19회      | 3월 10일    | 31.3%        | 31.2%          | 26.6%        | 26.3%          |
| 제20회      | 3월 16일    | 31.3%        | 31.2%          | 30.6%        | 31.2%          |
| 제21회      | 3월 17일    | 33.8%        | 33.6%          | 30.8%        | 31.3%          |
| 제22회      | 3월 23일    | 32.4%        | 31.8%          | 29.9%        | 30.8%          |
| 제23회      | 3월 24일    | 31.6%        | 31.8%          | 30.3%        | 31.7%          |
| 제24회      | 3월 30일    | 29.2%        | 30.2%          | 29.0%        | 30.1%          |
| 제25회      | 3월 31일    | 34.9%        | 34.8%          | 33.5%        | 32.7%          |
| 평균 시청률 | 평균 시청률 | 28.2%        | 28.2%          | 25.1%        | 25.6%          |

- 위의 표는 TNS와 AGB가 자사의 홈페이지에서 공개한 시청률을 바탕으로 작성된 것이다.
- 로맨스 드라마 일색인 기존 휴먼 멜로 드라마에서, 판타지 로코 드라마의 전환점이었고, 감수성이 풍부한 청소년들의 눈을 자극할 만한 꽃미남 4인방이 등장하여, 환상적인 세계관을 연출한 점이 가장 큰 성공 요인으로 분석된다. 이로써, 본방송에 비해 시청률이 낮은 재방송임에도 불구하고, 꽃보다 남자의 재방송 시청률이 10% 대를 넘겨 있어 눈길을 끌고 있다[13].
- TNS의 통계에 따르면 방송 일주일 만에 20%를, 10회 만에 30%를 웃도는 압도적인 시청률을 기록했는데, 이는 지난 2년간 KBS에서 방영된 드라마들이 고전했다는 점에서 의의가 있다[14][15][16]. 이런 현상은 10대와 20대의 시청자들에게 어필했기 때문이라는 분석이 있다[17].
- 2009년 1월 26일에 방영된 드라마는 월요일 및 화요일에 방송되는 드라마 시청률 1위를 기록한 것으로 집계되었다(TNS 기준)[18][19]. 그러나, 이 현상이 대한민국의 명절인 설날이라는 특수성에서 비롯된 것이라는 주장도 있다[20].
- tvN에서 방영하는 '꽃보다 남자'는 재방송 시청률 1위에 올랐다(AGB 조사, 대한민국 전역, 케이블 소유 가구)[21].

## 이모저모
- 김현주, 한채영, 김종진, 그룹 SS501, 정의철, 임주환 등이 카메오로 출연하였다.[22][23][24]
- 주요 다운로드 사이트에서 드라마 유료 다운로드 순위 1위를 기록했다.[25]
- 본 드라마의 메인 OST인 '파라다이스'는 송우빈 역의 김준이 속한 그룹인 티맥스가 불렀다.[26] 또한 OST 중 '내 머리가 나빠서'는 극 중 윤지후 역의 김현중이 속한 그룹인 SS501이 불렀다.[26] 드라마에 쓰인 OST들은 온라인 음악 차트 사이트에서 상위권 순위를 차지하는 등 호응을 얻었다.[27]
- 문화방송의 예능 프로그램 《무한도전》에서 '꽃보다 남자'를 패러디 하는 등[28][29][30], 여러 예능 프로그램들에서 '꽃보다 남자'를 패러디 하였다.[31]
- 드라마의 배경 장소인 '신화고등학교'의 촬영지는 대구광역시에 위치한 계명대학교 성서 캠퍼스이다.[32] '신화고등학교'의 내부는 경기도 양평에 있는 영어 마을에서 촬영하였다.[33]
- 드라마에서 헬기 장면과 오리 장면 등 엉성한 CG 처리에 대한 비판이 있었다.[34] 이에 대해 제작진은 제작 시간이 부족했다고 해명하며, 디테일하게 보강하지 못한 아쉬움이 있다고 밝혔다.[35]
- 극 중 청소년 나이에 나이트 클럽 출입과 음주, 호텔방, 몰래카메라, 해외 장기 수학 여행 등의 설정으로 인하여 비판적인 의견이 있었으며[36] 이러한 행위는 대한민국의 현행 법률들을 위반한 행위라는 비판이 있었다.[37][38] 2009년 2월 25일에 KBS 1TV에서 방송된 《여성공감》이라는 프로그램에서는 꽃보다 남자에서 나오는 주인공들의 행동이 각각 어떤 법의 적용을 받는지를 논의하는 내용이 방송되기도 하였다.[39] 이러한 비판에 대해 《꽃보다 남자》 제작진은 일본의 원작에 비해 수위 조절을 한 것이라고 밝혔으나 이른바 '막장 드라마' 2위에 선정되는 등 비판적 여론이 있었다.[35] 이런 논란에 대해 드라마 특성인 “판타지 드라마”라는 특징을 배제한 것이라며 막장 논란이 무의미하다는 의견도 있었다.[40][41]
- 외모 지상주의, 재벌 우상화, 왕따 조장, 폭력성 등에 대한 비판과[42][43][44] 납치, 감금 등의 극단적인 설정에 대해 선정성 논란이 있었다.[45] 이에 대해 대한민국 방송통신심의위원회는 2009년 3월 1일에 '1월 시청자 동향 분석'을 발표하며 "왕따 조장, 학교폭력, 성희롱, 인신모욕, 계층 간 위화감 조성, 물질만능주의 및 사치 조장, 간접광고 등의 내용이 청소년에게 악영향을 끼칠 수 있다는 우려의 민원이 20여 건 접수됐다"며 "당사자 의견진술 후 제재 수위 등을 결정할 것"이라고 밝히며 '꽃보다 남자'에 대한 제재를 가할 의도를 밝혔다.[46] 결국 3월 18일에 방송통신심의위원회로부터 '경고' 처분을 받았다.[47]
- 극 중에서 F4로 칭해지는 남자 출연진들이 접촉사고 등의 교통사고를 당했다.[48][49][50] 또한 극의 여주인공인 구혜선도 촬영중 부상을 당했다.[51] 이로 인해 꽃보다 남자 제17회를 정상적으로 방영하지 못하게 되었고, 이날 방영분은 'F4 스페셜 토크쇼'로 대체되었다.[52] 사고가 빈발하는 이유는 지나친 촬영 일정 때문에 출연진들의 피로가 누적되었기 때문이라는 지적이 있다.[48][50]
- 조연 출연자 중 한 명인 장자연이 자살하는 사건이 발생하여 사회적으로 큰 파장이 일어났다.[53]

## 연장 사유
- 2009년 3월 6일 : 꽃보다 남자 방영 분량이 당초 24부작으로 종영할 예정이었지만, 작품의 완성도를 높이기 위해, 1회 추가 연장되어 25부작으로 변경되었다.

## 해외 방송
- 루마니아: Euforia Lifestyle TV (2011년).
- 말레이시아: 8TV.
- 멕시코: TV Mexiquense (2014년).
- 미국: KBS 아메리카, 카툰 네트워크 라틴아메리카 (2012년), 니켈로디언 라틴아메리카 (2014년).
- 볼리비아: Red Uno (2014년).
- 보츠와나: BTV.
- 베트남: HTV3, H1 (2009년).
- 홍콩: TVBJ2.
- 싱가포르: 채널U.
- 스리랑카: TV Derana.
- 아랍에미리트: MBC-4.
- 에콰도르: Ecuador TV.
- 이스라엘: Viva Platina (2010년).
- 인도: Puthu Yugam (2014년)
- 인도네시아: Indosiar (2009년), RCTI (2015년).
- 일본: TBS-TV.
- 중국: Star TV China.
- 중화민국: CTV, GTV.
- 칠레: 메가 (2012년), ETC (2012년)
- 카자흐스탄: El Arna.
- 캄보디아: TV5 (2010년).
- 캐나다: SHAW TV.
- 태국: 채널7.
- 튀르키예: TRT Okul.
- 파나마: SERTV (2010년).
- 페루: Panamericana (2011년).
- 푸에르토리코: Puerto Rico TV (2011년).
- 필리핀: ABS-CBN (2009년), Studio 23 (2010년), Jeepney TV (2014년).